# Али-бей Михалоглу
Али-бей Михалоглу (тур. Mihaloğlu Ali Bey; 1425, Плевен, Османская Болгария — 1500, там же) — османский военный деятель, первый санджакбей санджака Смедерево (с 1462/1463 года).

## Биография
Представитель знатной османской семьи Михалоглу, основателем которой являлся Кесе Михаил, византийский губернатор Хирменкия и боевой сподвижник Османа Гази.
В 1459 году Али-бей возглавил поход на венгерскую провинцию Трансильвания, но был разбит в битве при Футоге трансильванским воеводой Михаем Силадьи, регентом Венгрии и дядей будущего короля Матея Хуньяди.
В 1460 году Али-бей был назначен субаши в городе Голубац в Сербии. Во время одного из походов в Банат в 1460 году он захватил в плен в Пожежене венгерского полководца Михая Силадьи. Знатный пленник был отправлен в Стамбул, где его обезглавили по приказу султана. В том же году султан в качестве награды назначил его санджакбеем в Видине. В 1462—1463 годах Али-бей был санджакбеем в Смедерево.
В 1462 году Али-бей Михалоглу совершил постоянные рейды на округ Торонтал на венгерской территории, но после прибытия венгерских сил под командованием Михаила и Петра Силаги вынужден отступить.
В 1463 году во время похода султана Мехмеда II на Боснию смедеревский санджакбей Али-бей совершил отвлекающее нападение на венгерские владения в Среме, но был отбит Андреем Понграцем. Тогда Али-бей совершил бросок вглубь Венгрии, где под Тимишоарой одержал победу в битве над воеводой Трансильвании Иоанном Понграцем.
7 февраля 1474 года Али-бей Михалоглу во главе 7-тысячного турецкого войска внезапно напал на город Варад. Город был взят, разграблен и сожжён, а население взято в плен. Уцелел только городской замок, где укрылись духовенство и часть жителей.
В 1476 году Али-бей вместе с братом Скендер-пашой предпринял рейд из Смедерево на венгерские владения. Во главе пяти тысяч сипахов они переправились через Дунай и попытались добраться до Тимишоары. В Панчево они были встречены отрядами венгерской знати. Али-бей потерпел поражение и с остатками войска отступил назад. Венгры преследовали разбитых турок на противоположном берегу, где освободили из плена всех венгерских пленников и взяли в плен 250 турок.
В 1478 году Али-бей участвовал в нападении Омера-бея Тураханоглу на венецианские владения.
В 1479 году Михалоглу предпринял крупный поход на венгерские территории. Во главе 20-тысячной османской армии он прошёл через район Себеша и разграбил город Алба-Юлия, но был разбит Павлом Кинижи в битве на Хлебовом поле.

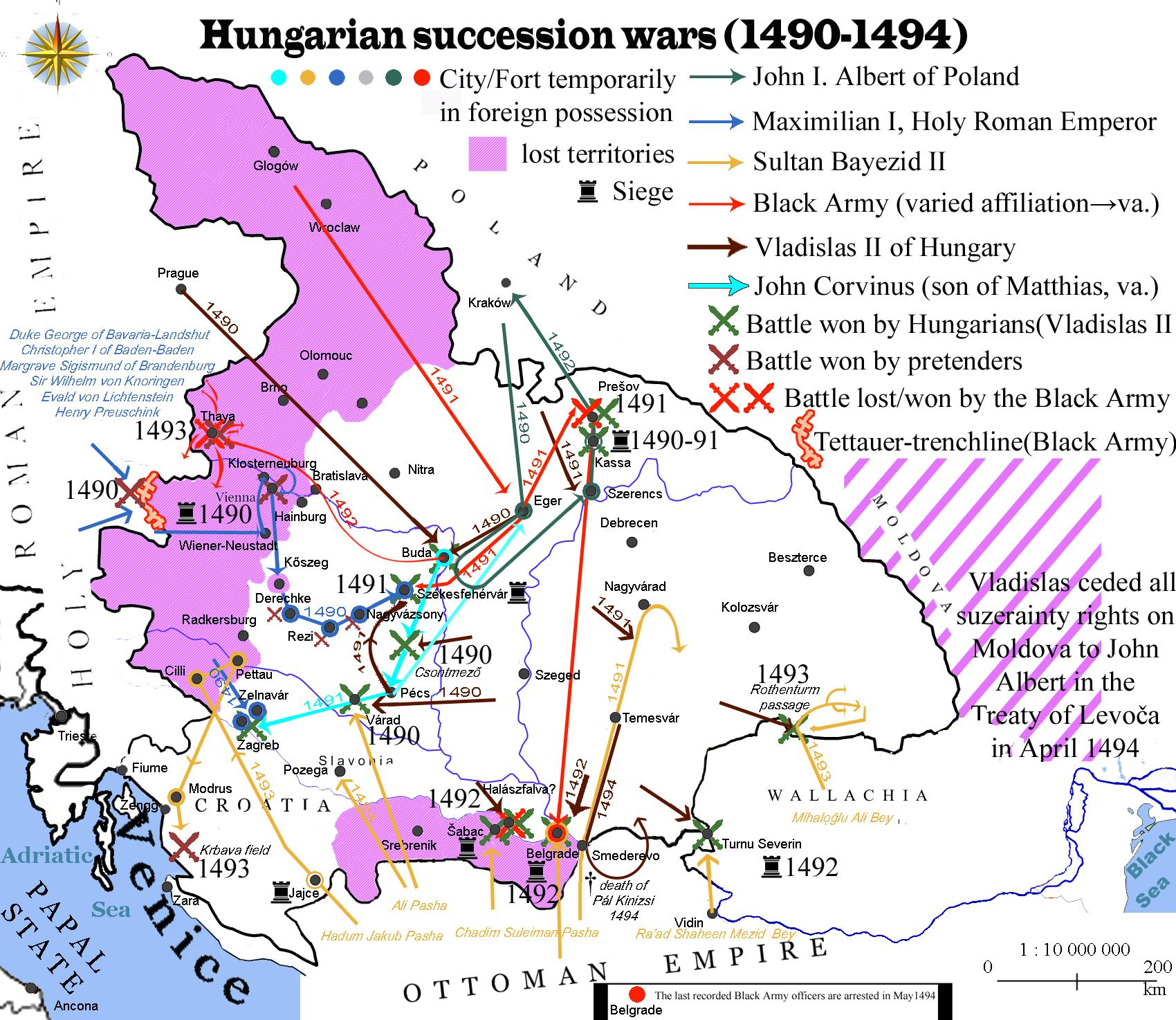
Трансильванская кампания Али-бея Михалоглу в 1493 году

В конце 1492 года валашский господарь Влад IV Монах предупредил венгерские власти о готовящемся нападении османов на Трансильванию. Османский султан Баязид II, чтобы избавить от провенгерского господаря, двинулся через Валахию в поход на Венгрию. Османские войска прошли через перевал Турну-Рошу и вторглась в Трансильванию. В это время в области не было воеводы, но вице-воевода Стефан Телегди собрал войско и напал на османов во время их возвращения из похода. Трансильванцы смогли отбить у врага всё награбленное и пленных, нанеся османам тяжёлые потери (несколько тысяч человек). В 1495 году после смерти господаря Влада Монаха господарский трон занял его сын Раду Великий, ставленник Порты.
Али-бей был женат на Мехтап Ханим (Марии из валашского боярского рода Крайовеску), от брака с которой у него было пять сыновей. Среди них выделяется Мехмед-бей Михалоглу (умер после 1532), санджакбей Никополя и фактический правитель Валахии в 1522 году.